# Carlos Nay Foino
Carlos Enrique Nay Foino, a volte riportato come Carlos Nai Foino (1918 – 19 agosto 1989), è stato un arbitro di calcio argentino, internazionale dal 1959 al 1964. Era figlio di Consolato Nay Foino, anch'egli arbitro internazionale negli anni 1920.

## Carriera
Nay Foino fu un arbitro controverso e singolare. Giunto molto giovane alla professione di arbitro, dopo aver abbandonato l'attività di calciatore per scarsa attitudine e quella di pugile, svolta per passione in gioventù, Nay Foino iniziò ad arbitrare in massima serie argentina a metà degli anni 1940, circa dieci anni dopo il ritiro del padre. Nel corso della sua carriera non mancarono episodi insoliti: il 28 agosto 1949, durante l'incontro di Avellaneda tra Independiente e Boca Juniors, convalidò una rete che, a parere dei giocatori del Boca, era in realtà viziata da un fallo sul portiere Claudio Vacca; a protestare con maggior veemenza fu Francisco Perroncino, difensore della squadra giallo-blu, che arrivò anche a cercare il contatto fisico, spingendo il direttore di gara; Nay Foino rispose con un pugno, che colpì e mandò a terra Perroncino. Un fatto analogo si ripeté negli anni 1960: dopo aver fischiato un fuorigioco, si girò per tornare verso il centrocampo; un giocatore del River Plate lo avvertì che un tifoso del River, Sandrini, aveva fatto invasione di campo per aggredirlo: al che, Nay Foino si girò e lo colpì con un pugno. Il più celebre episodio che vide protagonista Nay Foino avvenne però nel 1962: durante un Superclásico decisivo per la vittoria in campionato del Boca Juniors, l'arbitro fischiò un rigore per il River Plate; a batterlo si avviò Delém. Il portiere Roma parò il tiro e consentì al proprio club di vincere il titolo: alle proteste dei giocatori del River, che sostenevano che Roma aveva fatto dei passi avanti, staccandosi dalla linea, Nay Foino rispose, per tacitarli: «penal bien pateado es gol» (un rigore ben tirato è un gol). A livello internazionale il direttore di gara arbitrò in Coppa Libertadores a partire dal 1959; nel corso degli anni 1960 fu impiegato spesso in tale competizione. Nel 1961 fu selezionato per sovraintendere alla partita di ritorno tra Peñarol e Benfica, giocatasi a Montevideo. Nel 1964 concluse la carriera da internazionale, mentre in Argentina proseguì almeno fino al 1966.